# Сосонник
Сосонник — деревня в Монастырщинском районе Смоленской области России. Входит в состав Добросельского сельского поселения. Население — 4 жителя (2007 год). 
Расположена в западной части области в 11 км к юго-западу от Монастырщины, в 62 км западнее автодороги А141 Орёл — Витебск, на берегу реки Молоховка. В 58 км восточнее деревни расположена железнодорожная станция Васьково на линии Смоленск — Рославль. 

## История
В годы Великой Отечественной войны деревня была оккупирована гитлеровскими войсками в июле 1941 года, освобождена в сентябре 1943 года.